# Josef Strobl
Josef Strobl, född 3 mars 1974 är en alpin skidåkare från Österrike.
Josef Strobl har under en längre tid tävlat i den alpina världscupen. Han slutade på tredje plats i den totala världscupen säsongerna 1996/1997 och 1999/2000.
Totalt har Strobl vunnit sex världscupssegrar, tre segrar i störtlopp, två i super G samt en i storslalom.